# Цистоцентез
Цистоцентез — ветеринарна процедура, при якій проколюється стінка сечового міхура через черевну стінку тварини, та частина сечі береться на дослідження. З діагностичною метою використовується як альтернативний метод, коли уретра тварини мікробіологічно забруднена. Під час лабораторного дослідження взятої сечі можуть простежуватись поодинокі еритроцити, що пояснюється травмою стінки міхура під час проколу. З лікувальною метою, цистоцентез може бути використаний для зменшення тиску сечі, як суто паліативний захід при непрохідності уретри. Зазвичай, використовується як остання міра для спороження міхура, так як може дати ускладнення. До цього, більш доречна є уретральна катетеризація.